# Midlumer Kirche

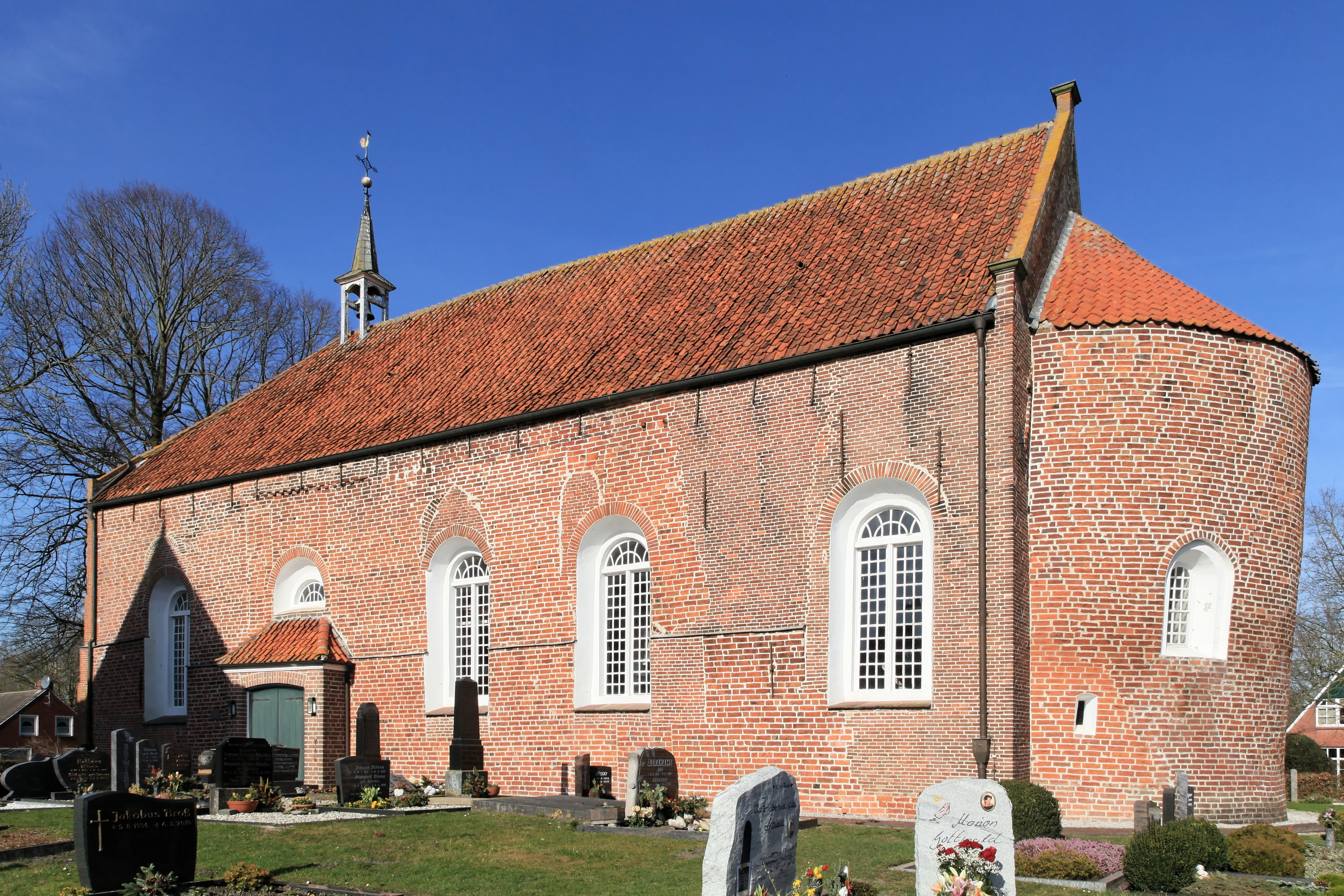
Südseite der Midlumer Kirche

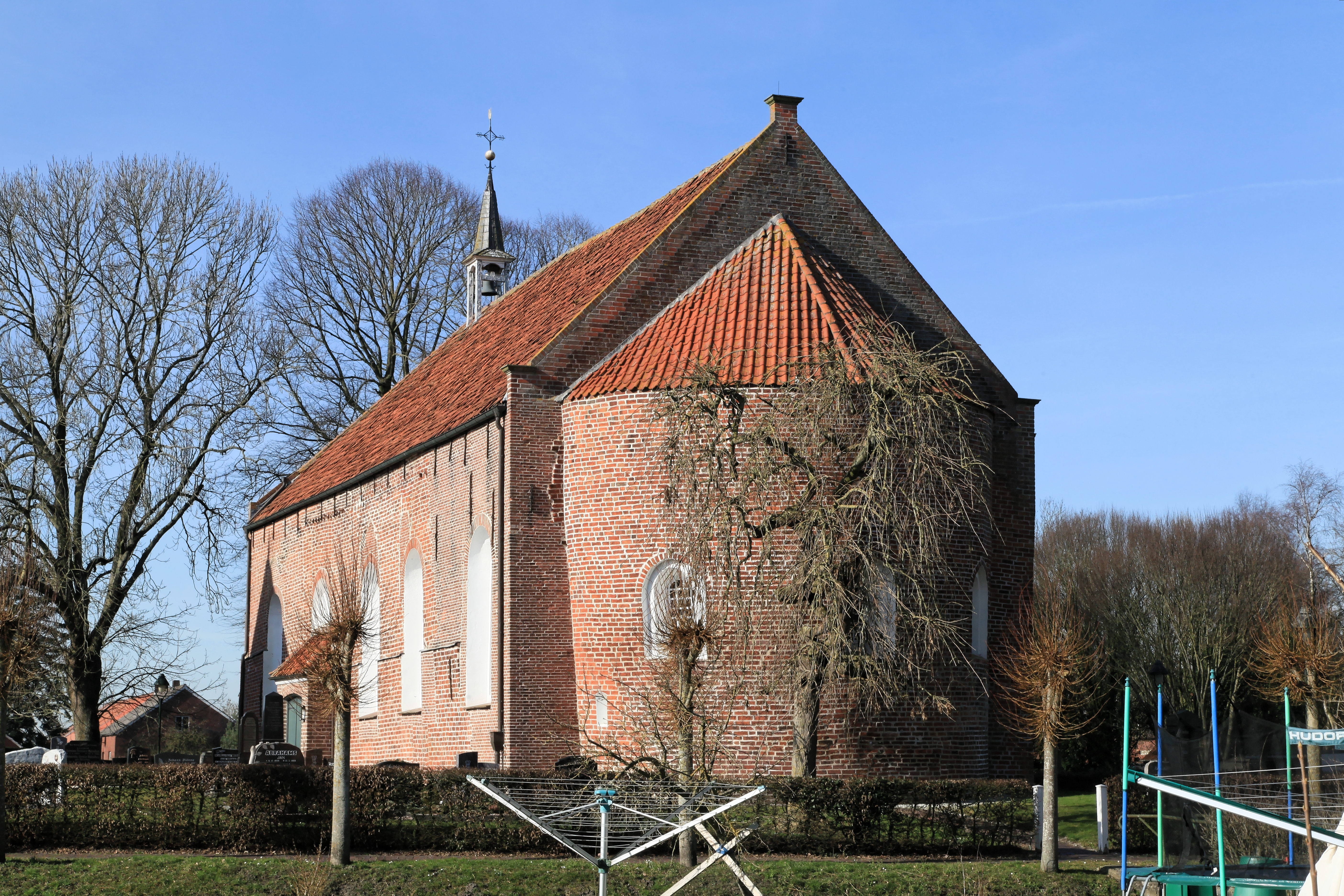
Blick von Osten

Die evangelisch-reformierte Midlumer Kirche steht in Midlum im Rheiderland, im südwestlichen Ostfriesland. Erbaut wurde die Saalkirche mit östlicher Apsis in der ersten Hälfte des 13. Jahrhunderts. Der Turm, der wahrscheinlich vor 1300 gebaut wurde, gilt als schiefster Glockenturm der Welt.

## Geschichte

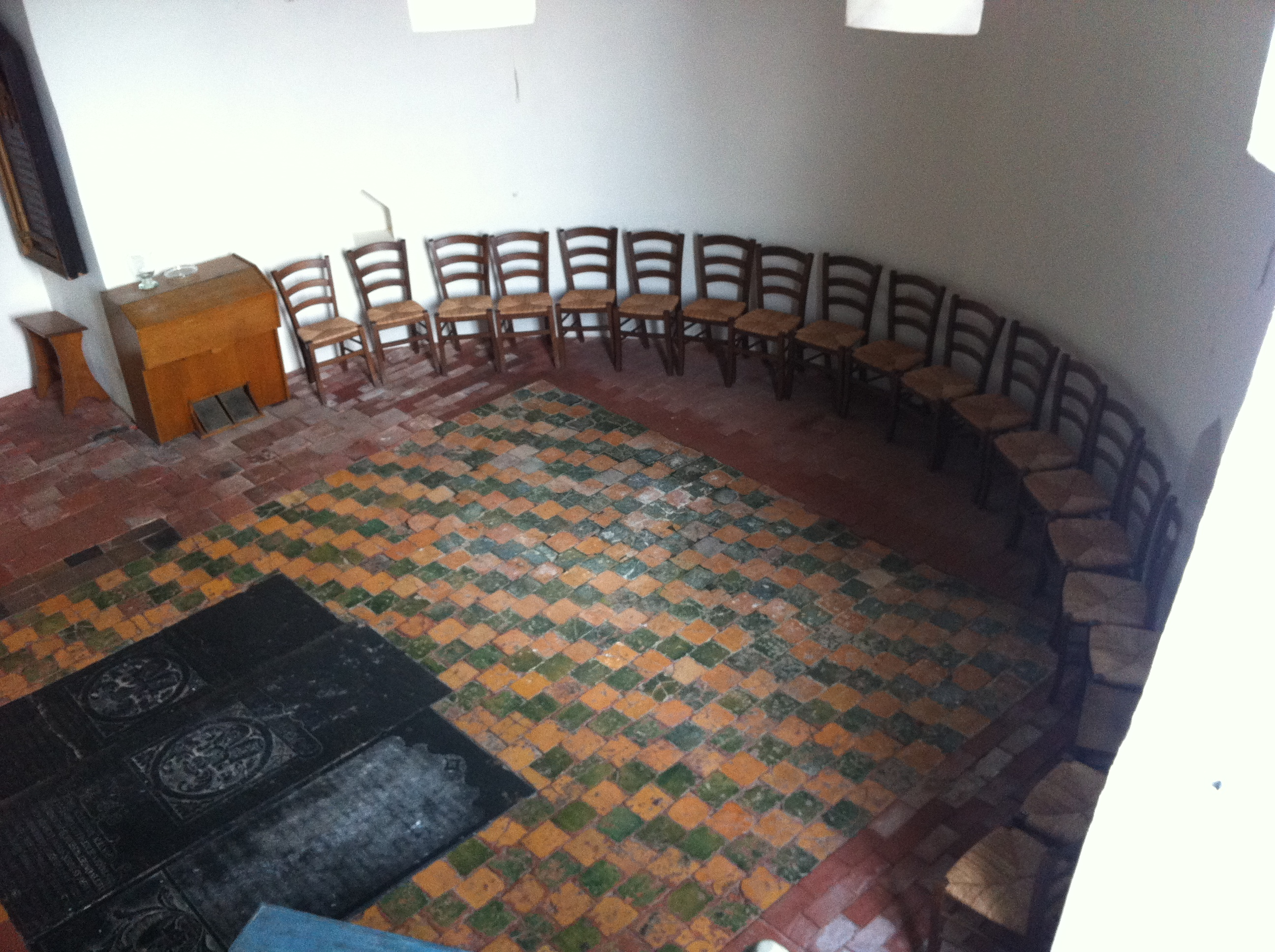
Blick in die Apsis

Die Midlumer Backsteinkirche wurde zu Beginn oder in der Mitte des 13. Jahrhunderts als einschiffige Saalkirche mit eingezogener Apsis auf einer Warft errichtet. Die größeren und regelmäßigeren Backsteine des Glockenturms deuten auf eine spätere Errichtung. Im Jahr 1449 wird Midlum erstmals erwähnt, als der Ort kirchlich zur Propstei in Hatzum gehörte. Im Zuge der Reformation wechselte die Kirchengemeinde zum reformierten Bekenntnis.

## Baubeschreibung
Der geostete Apsissaal ist inmitten des Dorfzentrums errichtet. Die halbrunde Apsis im Osten weist noch die drei kleinen rundbogigen Fenster aus romanischer Zeit auf. In der südlichen Apsiswand ist noch ein Hagioskop erhalten. Hingegen ging die gewölbte Kuppel der Apsis bei einem größeren Umbau der Kirche im Jahr 1840 verloren, während der Westgiebel völlig erneuert wurde. In der Nord- und Südmauer wurden die drei alten romanischen Rundbogen-Fenster zunächst in größere gotische Spitzbogen-Fenster umgebaut, die bei einem weiteren Umbau, vermutlich in der Barockzeit, teilweise wieder zugemauert und durch die heutigen vier rundbogigen Fenster ersetzt wurden. Ablesbar ist dies am geflickten Mauerwerk, das auch noch die zugemauerten Portale an den Langseiten erkennen lässt. Unterhalb der Traufen sind noch Reste des alten Frieses zu sehen. Der zierliche Dachreiter auf der Westseite des Kirchenschiffs beherbergt eine Stundenglocke.

## Glockenturm

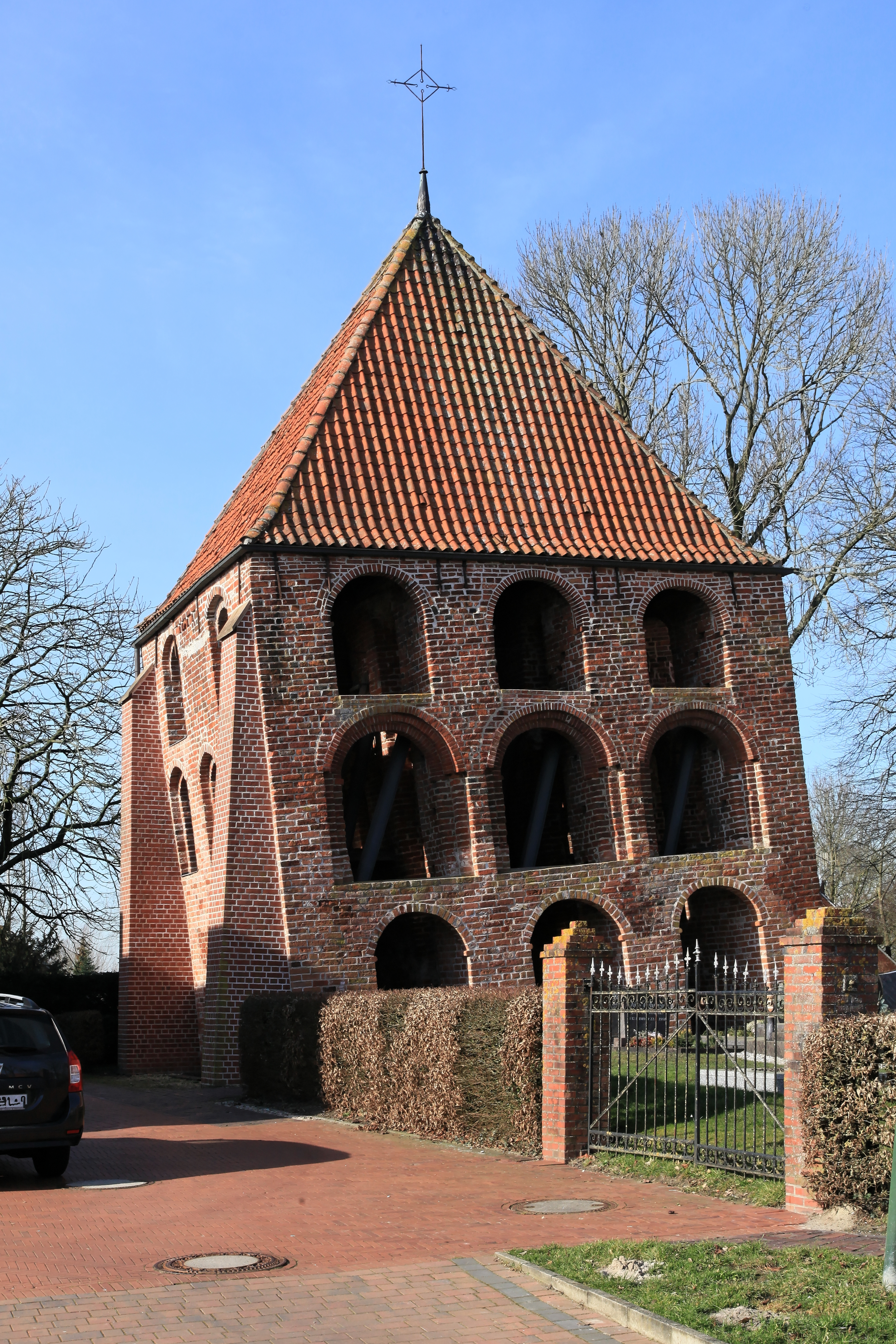
Glockenturm der Midlumer Kirche

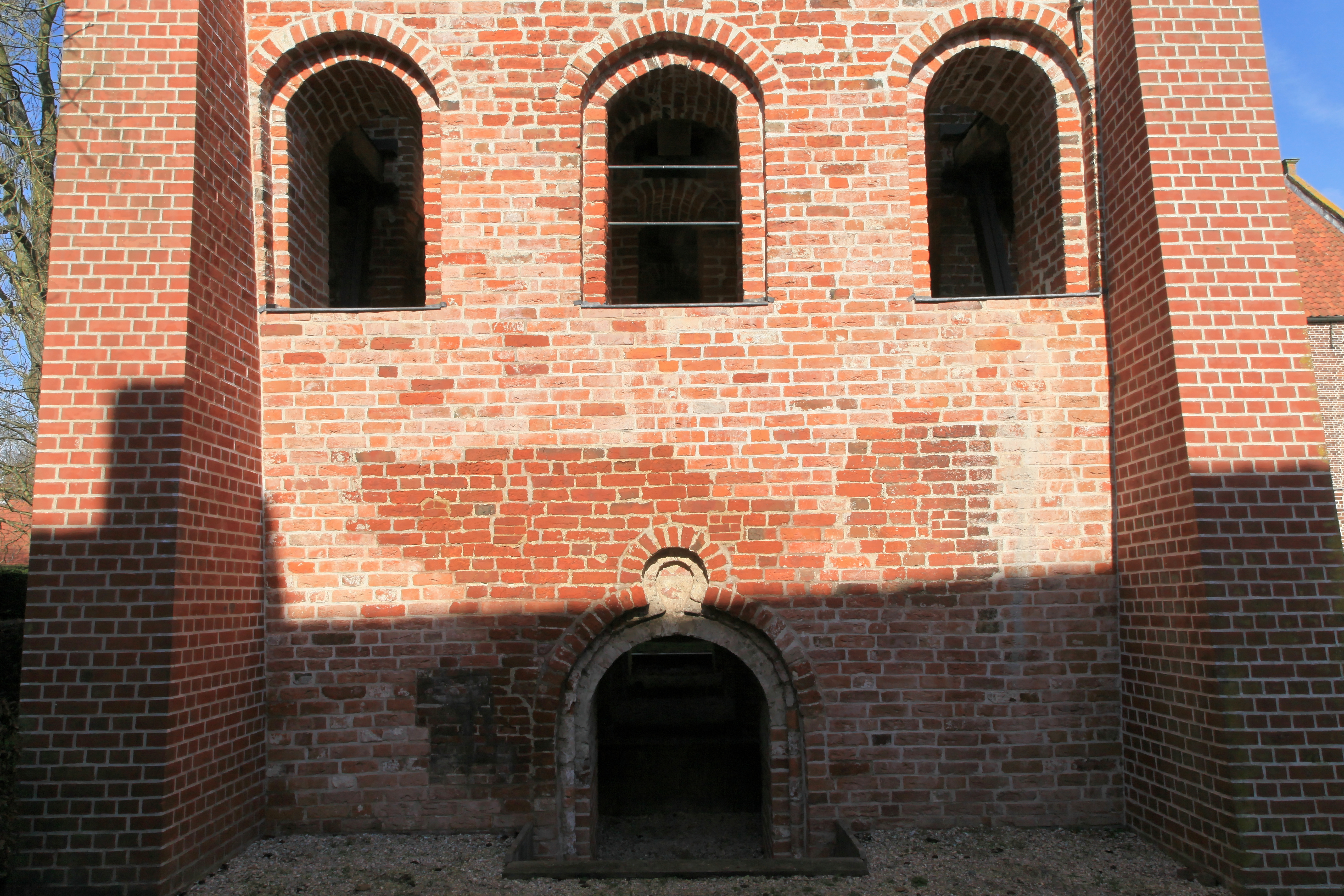
Erneuertes Mauerwerk und Strebepfeiler an der Südseite des Glockenturms mit altem Eingang

Bemerkenswert ist der separate dreigeschossige Glockenturm auf rechteckigem Grundriss mit seinen unterschiedlich großen Arkaden, die als Schalllöcher fungieren. Die Langseiten im Osten und Westen haben drei Reihen mit drei Rundbögen, die Kämpfer  mit Wulst aufweisen. Die Schmalseiten haben oben je zwei Rundbögen, in der Mitte im Süden drei und im Norden vier schmale Rundbögen. Das nördliche Portal mit Treppenaufgang führte ins Obergeschoss, das Südportal ins Untergeschoss. Die mittlere Reihe an den Langseiten ist durch die zweifachen Rücksprünge aufwändiger gestaltet. Erbaut wurde der gedrungene Turm des geschlossenen Typs wahrscheinlich vor 1300.
Mit einem Neigungswinkel von 6,74 Grad wird das Midlumer Glockenhaus als schiefster Glockenturm der Welt bezeichnet.
Aufgrund des schlechten Untergrunds geriet der Turm schon während der Bauzeit in Schieflage, wie die korrigierten Mauern bezeugen. Im 18. Jahrhundert wurde der untere Bereich zugemauert, was bei der Restaurierung in den Jahren 1999 bis 2002 wieder rückgängig gemacht wurde. Reste einer Treppe im Süden sind erhalten. Der ursprüngliche Eingang war 2,80 Meter hoch, misst heute aber nur 0,98 Meter. Das pyramidenförmige Dach ist hingegen nicht original.  Die Höhe beträgt 14 Meter bei relativ großer Grundfläche (7,30 × 9,00 Meter), sodass kein „Turm“ im eigentlichen Sinne vorliegt. Möglicherweise hat er als Vorbild für das Rheiderländer Siegel aus dem Jahr 1276 gedient, das ein dreigeschossiges Bauwerk mit zehn Arkaden zeigt. Die große Glocke wurde 1796 und die kleine 1961 gegossen.

## Ausstattung

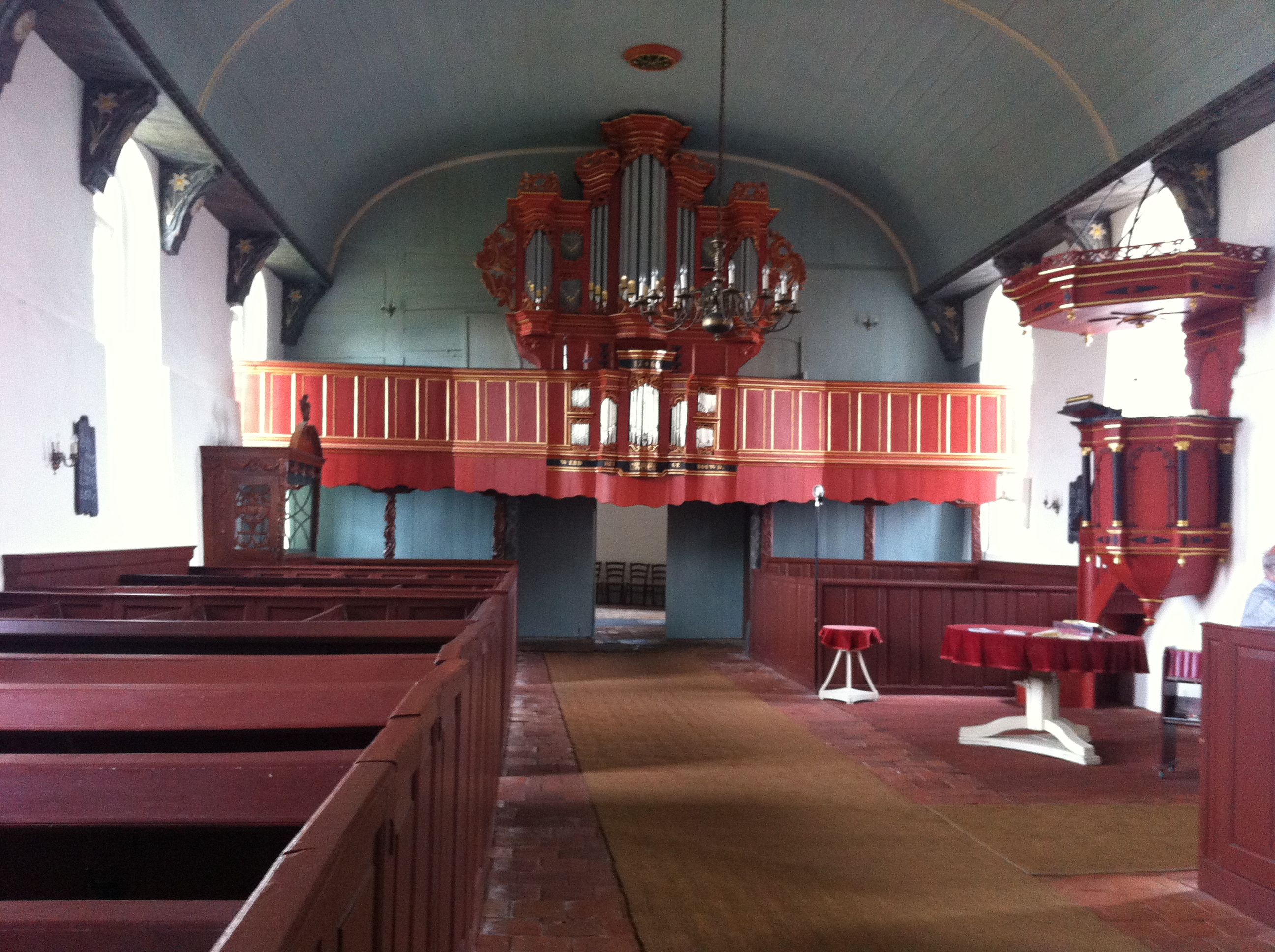
Innenraum Richtung Osten

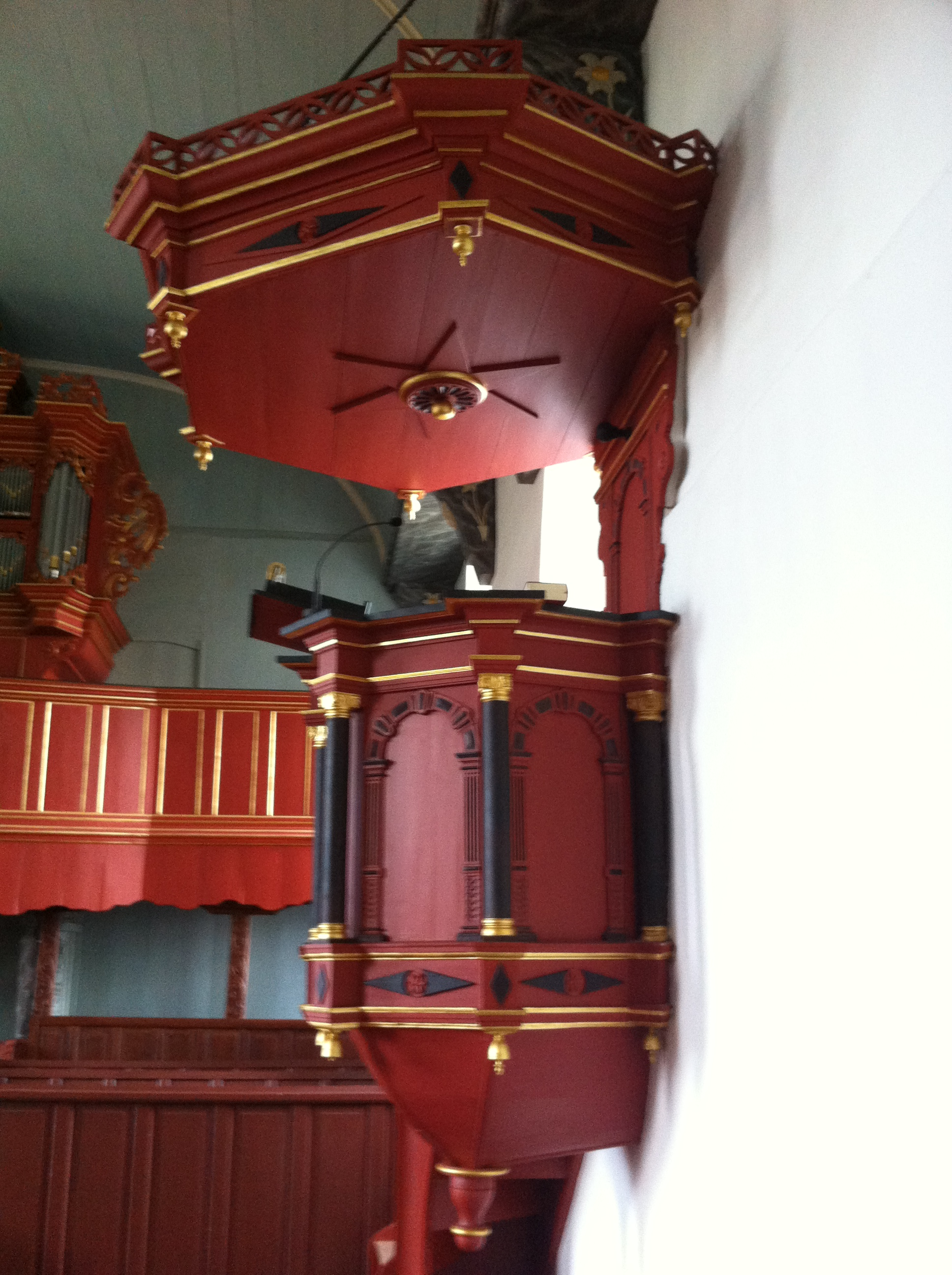
Kanzel

Im Jahr 1840 wurde die Holzdecke in ursprünglich blauer Fassung als Tonnengewölbe eingezogen und mit mächtigen Konsolen versehen, die mit Blumenmotiven verziert sind. Der östliche Teil des Innenraums wird durch eine Bretterwand abgetrennt und dient als Chor. Er wird durch eine flache Holzbalkendecke abgeschlossen.
An der westlichen Nordseite ist das Wappen von Pastor Johann Rosendahl zu sehen, der hier von 1595 bis 1612 wirkte. Drei Pastoren-Grabplatten aus dem 17. und 18. Jahrhundert sind in den Fußboden der Apsis eingelassen. Sie erinnern an die Töchter von Pastor Petrejus, an Tjakemina, Frau von Pastor Emmius, und an Pastor Eggo Thoden van Velsen. Eine vierte Grabplatte für Pastor Johannes Tholens († 1815) wurde 2019 auf dem Friedhof ausgegraben und 2020 im Fußboden des Chors östlich der anderen Platten eingelassen. An der Ostwand ist eine lateinische Inschrift aufgemalt: „Textus non fallit; multos speciosa fefilit Glossa. Dei verbo nitere hutus eris.“ (Die Schrift der Bibel lügt nicht. Viele hat die kunstvolle Erdensprache schon betrogen. Halte dich an Gottes Wort, dann wirst du gewiss sein.) Zu den Vasa Sacra zählt ein Kelch aus dem Jahr 1643, der von Gerhard Themann gestiftet wurde, der von 1613 bis 1646 Pastor in Midlum war. Er stiftete auch die hölzerne polygonale Kanzel an der Südwand, die im 18. Jh. erneuert und mit Goldfarbe verziert wurde. Im Jahr 1766, dem Baujahr der Orgel, wurden zwei reich verzierte Priechen unterhalb der Empore eingebaut. Reste von Malereien um 1600, ein Familienwappen von Pastor Johan Rosendahl (1595–1612), eine Vase und Inschriften wurden bei der Restaurierung der Kirche 1999 an der Nordwand zum Teil freigelegt. Ein Brotteller des Meisters Vierfuss wurde 1836 und ein Teller 1851 gestiftet. Zwei Zinnteller, Kanne und Taufschale wurden im 19. oder 20. Jahrhundert gefertigt.

## Orgel

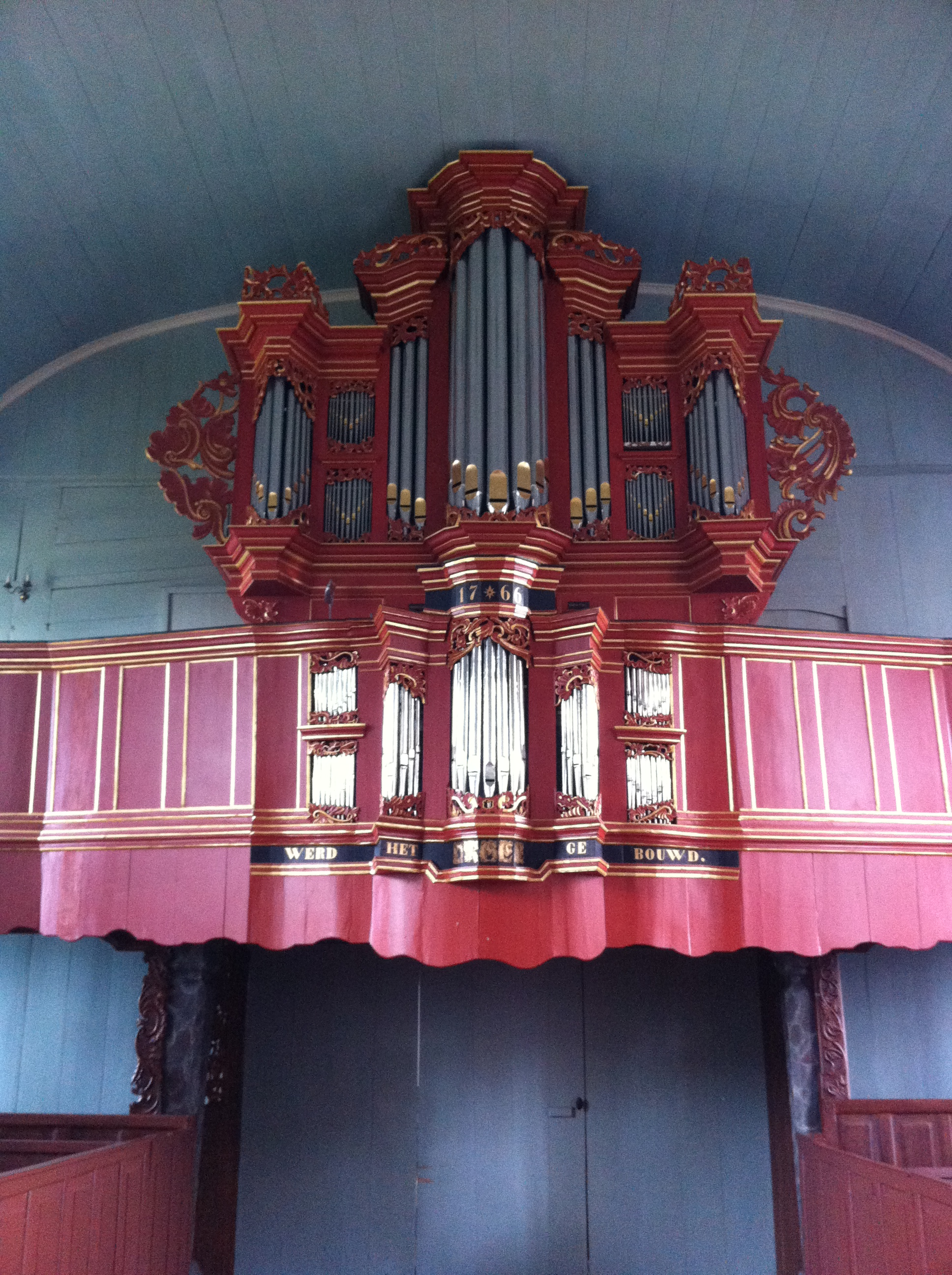
Prospekt mit Rückpositiv der Müller-Orgel von 1766

Die Orgel wurde 1766 von Hinrich Just Müller erbaut, wie auf dem Spruchband in niederländischer Sprache auf dem Rückpositiv zu lesen ist. Sie verfügt über neun Register und angehängtes Pedal. Sie ist weitgehend original erhalten. 1893 wurde durch Johann Diepenbrock die alte Manualklaviatur ersetzt, die Mixtur durch eine Gambe 8′ ausgetauscht und anstelle der Keilbälge ein Magazinbalg eingebaut. Das Rückpositiv in der Emporenbrüstung ist eine Attrappe wie bei Müllers Orgeln in Engerhafe und Manslagt, was eine Idee Arp Schnitgers aufgreift. 1986–88 erfolgte durch die Krummhörner Orgelwerkstatt eine Renovierung der Orgel. Die Disposition lautet:
| Manual C–c3 |    |     |
| Principaal  | 8′ | M   |
| Gedact      | 8′ | M   |
| Quintadeen  | 8′ | M   |
| Octaaf      | 4′ | M   |
| Spitsfluit  | 4′ | M   |
| Quint       | 3′ | M   |
| Woudfluit   | 2′ | M   |
| Mixtuur IV  |    | R   |
| Trompet B/D | 8′ | M/R |

M = Müller (1766)
R = Rekonstruktion (1986–88)
Anmerkungen
1. ↑  Unterste Oktave rekonstruiert.
2. ↑  Stiefel original, Becher rekonstruiert.

- Traktur:
  - Tontraktur: Mechanisch
  - Registertraktur: Mechanisch
- Windversorgung:
  - Magazinbalg (19. Jh.)
  - Winddruck: 68 mmWS
- Stimmung:
  - 1⁄2 Ton über a1= 440 Hz
  - Wohltemperierte Stimmung (1/5 Komma)